# بوردوریا
بوردوریا کشوری خیالی در مجموعه ماجراهای تن‌تن و میلو است که در ناحیه بالکان واقع شده. در داستان‌های این مجموعه، بوردوریا و همسایه خیالی دیگرش سیلداویا در رقابتی همیشگی به سر می‌برند.
بوردوریا در کتاب‌های عصای اسرارآمیز و ماجرای تورنسل به تصویر کشیده شده و در تن‌تن و پیکاروها هم به این کشور اشاره شده است.